# ラビット・カード
ラビット・カード (Rabbit Card) とは、タイのバンコクにおける電子決済システムで使われる、プリペイド非接触ICカードのことである。

## 概要
2012年5月に、バンコク・スカイトレイン、バンコクBRTの乗車カードとして発行された。2012年末にはバンコク・メトロ（MRT）でも利用できるとされていた が、MRTは独自にプリペイド非接触ICカード「MRTカード」（MRT ブルーライン、パープルライン専用）ないし「メンムムカード」（MRTほか一部の交通機関でも利用が可能）を導入した。
ラビット・カードは、コンビニエンスストア、スーパーマーケット、レストラン、映画館、小売店などの支払いで、駅や自動販売機と同様に利用できる。
一般的な adult Rabbit は200バーツ（そのうち、50バーツが発行費、50バーツがデポジット、100バーツが使えるお金）で、BTSの駅や提携店舗で販売されている。利用額に応じてRabit Rewardsのポイントが貯まり、賞品と交換できる。
日本国内で一般的なPASMOやSUICAと異なりタッチしてから決済まで数秒かかる場合があるため改札口を通過する際は注意が必要。また最低チャージ額は100バーツから（2022年9月現在）で殆どの券売機はチャージに対応していないので有人の窓口で現金と共に対応してもらう必要がある。最高チャージ金額は4000バーツである。
バンコク・スカイトレイン（BTS）は2013年6月1日より値上げされたが、ラビット・カードの利用者は2013年12月31日まで値上げ前の価格で乗車できた。
なお、2019年2月15日より、所持者登録をすることが義務付けられた点に注意が必要である。新規購入または所持者登録をしていない状態でチャージする際には身分証明証（パスポートなど）を提示する必要がある。なお、登録は各駅の窓口などで受け付ける。

## 種類
以下の3種類のカードがあり乗車の際の割引額が異なる。購入の際にはタイ人の場合はIDカード、外国人の場合はパスポートの提示がそれぞれ必要である。カード自体の有効期間は発行日より7年間であるが、チャージ金額は2年間未使用の場合リセットされる。学生用カード、シニア用カード利用の際はそれぞれの有効性を示すIDカード、学生証の携帯が必要である。不正使用の際は、20倍以下の罰金及びカードの没収が適用される。

### 大人用カード(adult)
下記2項目に該当しない方に適用。

### 学生用カード(student)
タイの学術機関で勉強している、または教育省が認めた機関の外国で勉強している23歳未満の学生に適用。

### シニア用カード(senior)
60歳以上のタイ人に適用。（60歳以上でも外国人は使用できない。）

## 相互利用
- バンコク・スカイトレイン
- バンコクBRT
- バンコクMRT イエローライン
- バンコクMRT ピンクライン
- チェンマイ・シティバス

- マクドナルド
- バーガーキング
- OISHI
- スターバックス
- サブウェイ

ほか多数